# トランザム (バンド)
トランザム（TRANZAM）は、1974年にメジャー・デビューした日本のロックバンド。
コマーシャルソングの分野においても100曲以上を手掛けている。

## 来歴
1973年頃に結成。
1974年に、
- チト河内（元「ザ・ハプニングス・フォー」、元「新六文銭」）
- 石間秀機（元「フラワー・トラヴェリン・バンド」）
- 篠原信彦（元「ザ・ハプニングス・フォー」、元「フラワー・トラヴェリン・バンド」）
- 後藤次利（元「新六文銭」）
- トメ北川（麻上冬目）（元「ザ・ハプニングス・フォー」）

以上の5人で東芝EMIからデビューする。
バンド名はアメリカ大陸横断鉄道に由来しており、プロデューサーのジョニー野村が考案した。
後に日本コロムビアを経てテイチクへ移籍する。
テレビドラマ『俺たちの勲章』『俺たちの旅』『俺たちの朝』等の劇伴音楽を担当する。
1975年、「吉田拓郎・かぐや姫 コンサート インつま恋」に参加。吉田拓郎のバックを務める。
1976年、シングル「ビューティフル・サンデー」がオリコンチャート9位にランクインするヒットとなる。この時点で、既にメンバーの大半が入れ替わっており、デビュー時からのメンバーはリーダーのチト河内だけとなっていた。
1977年、ビクター音楽産業へ移籍。同年より1979年にかけてコカ・コーラのコマーシャルソングを手掛ける。同年12月、NHK「みんなのうた」で、ミュージカル『ユタと不思議な仲間たち』の劇中歌「ともだちはいいもんだ」を歌唱した。
1979年に古参メンバーの富倉安生が脱退以降、チト河内は個人の仕事へ注力していき、アルバム『タイム・アップ』『アジアの風』の頃にはレコーディングに関与せず、すべてメインボーカルの高橋伸明に任せていた。
1981年、トランザムはグループとしての活動を休止。
後に高橋は「トランザム+桑江知子」「トランザム・ムーン・バンド」「N.TAKAHASHI with トランザムII」といったユニットやバンドを組んでレコードをリリースしており、2003年からは「トランザム」としての活動を再開している。

## メンバー

### ドラムス
- チト河内 - デビュー時より在籍。リーダーを務める。1979年頃より演奏に参加しなくなる。
- 三浦敏保

### ギター
- 石間秀機 - デビュー時より在籍。1976年1月発売のアルバム『TV映画主題曲集 刑事コロンボ』に携わった後[5]脱退。
- 本田真一郎
- 熊谷安弘

### キーボード
- 篠原信彦 - デビュー時より在籍。1976年1月発売のアルバム『TV映画主題曲集 刑事コロンボ』に携わった後[5]脱退。
- 小松崎純 - 1975年より[6]参加。
- 後藤司

### ベース
- 後藤次利 - デビュー時より在籍。1974年にレコーディングされたアルバム『ファンキー・ステップス』を最後に脱退。
- 富倉安生 - アルバム『セプテンバー・ソング ファンキー・ステップス2』より参加。1979年[3]脱退。
- 天野和平 - トランザム加入以前、アマチュア時代のサザンオールスターズに1977年春まで在籍していた[7]。

### リードボーカル
- トメ北川（麻上冬目） - デビュー時より在籍。1975年5月発売のシングル『あゝ青春』を最後に[5]脱退。
- 西濱哲男 - 1975年[8] 参加。同年10月発売のアルバム『AUGUST 9TH』に携わり脱退。
- 高橋伸明（高橋のぶ） - 1975年[1] より参加。1976年3月発売のシングル『ビューティフル・サンデー』以降のボーカルを担当。2015年7月19日死去。

### パーカッション
- サンチョ菜花（幸耕平） - 1975年[9]脱退。

## ディスコグラフィ

### シングル
| 発売日                             | 面           | タイトル                                       | 作詞                                                   | 作曲                                  | 編曲                  | 規格         | 規格品番     |
| 東宝レコード                       | 東宝レコード | 東宝レコード                                   | 東宝レコード                                           | 東宝レコード                          | 東宝レコード          | 東宝レコード | 東宝レコード |
| ---------------------------------- | ------------ | ---------------------------------------------- | ------------------------------------------------------ | ------------------------------------- | --------------------- | ------------ | ------------ |
| 1975年4月10日                      | A            | 俺たちの勲章                                   | -                                                      | 吉田拓郎                              | チト河内              | EP           | AT-1107      |
| 1975年4月10日                      | B            | 「挑戦」のテーマ                               | -                                                      | 吉田拓郎                              | チト河内              | EP           | AT-1107      |
| テイチクレコード／ブラックレコード |              |                                                |                                                        |                                       |                       |              |              |
| 1975年5月10日                      | A            | あゝ青春                                       | 松本隆                                                 | 吉田拓郎                              | チト河内              | EP           | B-39         |
| 1975年5月10日                      | B            | あの娘と遠くまで                               | 奈良橋陽子                                             | チト河内                              | チト河内              | EP           | B-39         |
| 1975年                             | A            | 春の足音                                       | チト河内                                               | 石間秀機                              | トランザム            | EP           | B-44         |
| 1975年                             | B            | ニーナ・ニーナ                                 | チト河内                                               | 篠原信彦                              | トランザム            | EP           | B-44         |
| 1975年11月10日                     | A            | 俺たちの旅（Inst.）                            | -                                                      | 小椋佳                                | トランザム            | EP           | B-45         |
| 1975年11月10日                     | B            | ただお前がいい（Inst.）                        | -                                                      | 小椋佳                                | トランザム            | EP           | B-45         |
| 1976年                             | A            | 刑事バレッタ                                   | -                                                      | Dave Grusin                           | 田辺信一              | EP           | B-49         |
| 1976年                             | B            | ロックフォード・ファイル                       | -                                                      | Pete Carpenter Mike Post              | 田辺信一              | EP           | B-49         |
| 1976年3月25日                      | A            | ビューティフル・サンデー                       | Daniel Boone 松本隆                                    | Rod McQueen                           | チト河内              | EP           | B-52         |
| 1976年3月25日                      | B            | ビューティフル・サンデー（Inst.）              | -                                                      | Rod McQueen                           | チト河内              | EP           | B-52         |
| 1976年8月5日                       | A            | カモン・イン                                   | Billy Davis Hal Hackady Roger McBrien 邦詩：伊藤アキラ | Billy Davis Hal Hackady Roger McBrien | チト河内              | EP           | BC-1009      |
| 1976年8月5日                       | B            | ともだち                                       | クニ河内                                               | チト河内                              | チト河内              | EP           | BC-1009      |
| 1976年10月25日                     | A            | 俺たちの朝（Inst.）                            | -                                                      | 小室等                                | チト河内              | EP           | BC-1014      |
| 1976年10月25日                     | B            | 渚（Inst.）                                    | -                                                      | チト河内                              | チト河内              | EP           | BC-1014      |
| 1977年                             | A            | あゝ青春                                       | 松本隆                                                 | 吉田拓郎                              | チト河内              | EP           | BC-1022      |
| 1977年                             | B            | 俺たちの旅（Inst.）                            | -                                                      | 小椋佳                                | チト河内              | EP           | BC-1022      |
| 1977年                             | A            | ビューティフル・サンデー                       | Daniel Boone 松本隆                                    | Rod McQueen                           | チト河内              | EP           | BC-1023      |
| 1977年                             | B            | ビューティフル・サンデー（Inst.）              | -                                                      | Rod McQueen                           | チト河内              | EP           | BC-1023      |
| 1977年                             | A            | イエロー・バス・ストップ                       | 柴田陽平                                               | チト河内                              | チト河内              | EP           | BC-1024      |
| 1977年                             | B            | スーツケース                                   | クニ河内                                               | チト河内                              | チト河内              | EP           | BC-1024      |
| 1977年                             | A            | MADE IN U.S.A.                                 | 柴田陽平                                               | チト河内                              | チト河内              | EP           | BC-1029      |
| 1977年                             | B            | あふれる光のなかで                             | 坂田耕                                                 | チト河内                              | チト河内              | EP           | BC-1029      |
| ビクター音楽産業                   |              |                                                |                                                        |                                       |                       |              |              |
| 1977年                             | A            | 世界は今日もまわっている                       | クニ河内                                               | チト河内                              | チト河内              | EP           | VV-10        |
| 1977年                             | B            | LOVE IS AROUND                                 | Franz Lohmeyer                                         | チト河内                              | チト河内              | EP           | VV-10        |
| 1978年                             | A            | はだしで地球を駆けるのさ                       | 浜田哲二                                               | チト河内                              | チト河内              | EP           | VV-14        |
| 1978年                             | B            | パーハップス・メイビー                         | 三浦徳子                                               | チト河内                              | チト河内              | EP           | VV-14        |
| 1978年                             | A            | レールの上                                     | 加川良                                                 | チト河内                              | チト河内              | EP           | VV-19        |
| 1978年                             | B            | ある晴れた日                                   | 加川良                                                 | チト河内                              | チト河内              | EP           | VV-19        |
| 1979年                             | A            | やさしい雨を降らせておくれ                     | 小林和子                                               | チト河内                              | チト河内              | EP           | SV-6596      |
| 1979年                             | B            | サイレントビーチ                               | 小林和子                                               | チト河内                              | チト河内              | EP           | SV-6596      |
| 1978年                             | A            | 愛しのモニカ                                   | 奈良橋陽子 山川啓介                                    | タケカワユキヒデ                      | チト河内 & トランザム | EP           | SV-6649      |
| 1978年                             | B            | 地球の上で -ON THE EARTH-                      | 奈良橋陽子                                             | チト河内                              | チト河内 & トランザム | EP           | SV-6649      |
| 1980年                             | A            | サン・オブ・ジャマイカ                         | Wolff Eckehardf Steln Wolfgang 訳：たかたかし          | Wolff Eckehardf Steln Wolfgang        | チト河内 & トランザム | EP           | SV-6720      |
| 1980年                             | B            | ラスト・イン・ミュージック                     | 柴田陽平                                               | 熊谷安弘                              | チト河内 & トランザム | EP           | SV-6720      |
| 1980年                             | A            | フライング・ハイ                               | 白川哲男                                               | 白川明                                | チト河内              | EP           | SV-7062      |
| 1980年                             | B            | 雨もよう                                       | 長谷川みつ美                                           | チト河内                              | チト河内              | EP           | SV-7062      |
| 1981年1月21日                      | A            | Mr.ウェルビー（日本語版）                      | 三浦徳子                                               | 堀内孝雄                              | 大村雅朗              | EP           | SV-7081      |
| 1981年1月21日                      | B            | Mr.Welbe（英語版）                             | 三浦徳子 英詩：関森れい                                | 堀内孝雄                              | 大村雅朗              | EP           | SV-7081      |
| 1981年4月5日                       | A            | 地球の仲間                                     | クニ河内                                               | 井上忠夫                              | 大村雅朗              | EP           | SV-7101      |
| 1981年4月5日                       | B            | MEMORY                                         | 荒木とよひさ                                           | 渋谷祐子                              | チト河内              | EP           | SV-7101      |
| 1981年7月5日                       | A            | 眩しいとまどい                                 | 森雪之丞                                               | 鈴木キサブロー                        | トランザム            | EP           | SV-7133      |
| 1981年7月5日                       | B            | アイランド・スーパースター                     | かたゆたか                                             | 熊谷安弘                              | 新津章大              | EP           | SV-7133      |
| 徳間音楽工業                       |              |                                                |                                                        |                                       |                       |              |              |
| 1983年1月                          | A            | 明日に架ける虹                                 | 阿久悠                                                 | 井上忠夫                              | トランザム            | EP           | ANS-2001     |
| 1983年1月                          | B            | FIGHT! コスモタイガー（Inst.）                 | -                                                      | 宮川泰                                | 宮川泰                | EP           | ANS-2001     |
| ビクターエンタテインメント         |              |                                                |                                                        |                                       |                       |              |              |
| 2004年9月29日                      | A            | 白いボールのファンタジー                       | 嶋田富士彦                                             | 中村八大                              | チト河内              | CD           | VICL-35742   |
| 2004年9月29日                      | B            | 白いボールのファンタジー（マーチ・バージョン） | -                                                      | 中村八大                              | 田辺信一              | CD           | VICL-35742   |
| 2005年3月24日                      | A            | 白いボールのファンタジー                       | 嶋田富士彦                                             | 中村八大                              | チト河内              | CD           | VICL-35782   |
| 2005年3月24日                      | B            | 白いボールのファンタジー（マーチ・バージョン） | -                                                      | 中村八大                              | 田辺信一              | CD           | VICL-35782   |

#### 非売品
| 発売日    | 面 | タイトル                                       | 作詞       | 作曲     | 編曲     | 規格 | 規格品番     |
| --------- | -- | ---------------------------------------------- | ---------- | -------- | -------- | ---- | ------------ |
| 1978年3月 | A  | 白いボールのファンタジー                       | 嶋田富士彦 | 中村八大 | チト河内 | EP   | [ 4 ] [ 10 ] |
| 1978年3月 | B  | 白いボールのファンタジー（マーチ・バージョン） | -          | 中村八大 | 田辺信一 | EP   | [ 4 ] [ 10 ] |

### アルバム

#### オリジナル・アルバム
| 発売日                                       | アルバム | 規格           | 規格品番   |
| 東芝EMI                                      | 東芝EMI | 東芝EMI        | 東芝EMI    |
| -------------------------------------------- | --- | -------------- | ---------- |
| 1974年                                       | トランザム | LP             | ETP-85003  |
| 日本コロムビア                               | |                |            |
| 1974年                                       | ファンキー・ステップス ※後に『火祭りの踊り』として再発。 ※クラシック音楽をソウルミュージック風にアレンジした企画アルバム。 | LP             | YQ-7018-N  |
| 1974年                                       | ファンキー・ステップス ※後に『火祭りの踊り』として再発。 ※クラシック音楽をソウルミュージック風にアレンジした企画アルバム。 | LP             | YQ-7041-N  |
| 1975年8月                                    | セプテンバー・ソング ファンキー・ステップス2 ※洋楽スタンダード・ナンバーをロック風にアレンジした企画アルバム。             | LP             | YQ-7034-N  |
| 1976年                                       | セプテンバー・ソング ファンキー・ステップス2 ※洋楽スタンダード・ナンバーをロック風にアレンジした企画アルバム。             | LP             | YQ-7042-N  |
| 2012年10月10日                               | ファンキー・ステップス VOL.1&2 ※既発の「FUNKY STEPS」「FUNKY STEPS 2」を1枚にまとめたもの。                                | CD             | COCB-54021 |
| テイチクレコード／ブラックレコード           | |                |            |
| 1975年                                       | AUGUST 9TH | LP             | BAL-1004   |
| 1992年                                       | AUGUST 9TH | CD             | TECN-18144 |
| 1976年4月10日                                | TV映画主題曲集 刑事コロンボ（インストゥルメンタル・アルバム）                                                              | LP             | BAL-1006   |
| 1976年4月25日                                | ディスコ オン トランザム（インストゥルメンタル・アルバム）                                                                 | LP             | BAL-1011   |
| 1976年                                       | ビューティフル・サンデー                                                                                                   | LP             | BAL-1016   |
| 1994年11月23日                               | ビューティフル・サンデー                                                                                                   | CD             | TECN-15292 |
| ビクター音楽産業／ビクターエンタテインメント | |                |            |
| 1977年                                       | LOVE IS AROUND -世界は今日もまわっている-                                                                                  | LP             | VV-5003    |
| 2008年8月20日                                | LOVE IS AROUND -世界は今日もまわっている-                                                                                  | CD（紙ジャケ） | VICL-62992 |
| 1978年                                       | とおり雨 ※全曲の作詞を加川良が担当。                                                                                       | LP             | VV-5007    |
| 2008年8月20日                                | とおり雨 ※全曲の作詞を加川良が担当。                                                                                       | CD（紙ジャケ） | VICL-62993 |
| 1979年                                       | TRY | LP             | SJX-20167  |
| 1980年                                       | タイム・アップ | LP             | SJX-30006  |
| 1981年5月1日                                 | アジアの風 | LP             | SJX-30069  |
| 1994年                                       | アジアの風 | CD             | VICL-18129 |
| 2008年8月20日                                | アジアの風 | CD（紙ジャケ） | VICL-62994 |
| 徳間音楽工業                                 | |                |            |
| 1983年                                       | ムーン・エリア ※トランザム・ムーン・バンド名義。                                                                           | LP             | CMC-1007   |
| 日本コロムビア                               | |                |            |
| 1986年                                       | SKY NATIVE ※NAO & NOBU / N.TAKAHASHI with トランザムII名義。                                                               | LP             | AF-7406    |
| 1986年                                       | SKY NATIVE ※NAO & NOBU / N.TAKAHASHI with トランザムII名義。                                                               | CD             | 33C31-7924 |

#### ベスト・アルバム
| 発売日        | アルバム                           | レーベル                   | 規格 | 規格品番   |
| ------------- | ---------------------------------- | -------------------------- | ---- | ---------- |
| 2003年3月26日 | トランザム・アンソロジー 1975-1979 | テイチクエンタテインメント | CD   | TECN-2589  |
| 2005年3月24日 | COLEZO! トランザム ベスト          | ビクターエンタテインメント | CD   | VICL-41218 |

### サウンドトラック
| 発売日         | アルバム                                                           | レーベル                             | 規格 | 規格品番   |
| -------------- | ------------------------------------------------------------------ | ------------------------------------ | ---- | ---------- |
| 1975年5月25日  | 俺たちの勲章／太陽にほえろ！ テレビ主題曲集                        | 東宝レコード                         | LP   | AX-8024    |
| 1975年11月10日 | 俺たちの旅 オリジナル・サウンドトラック                            | テイチクレコード／ブラック・レコード | LP   | BAL-1005   |
| 1976年         | 俺たちの旅II オリジナル・サウンドトラック                          | テイチクレコード／ブラック・レコード | LP   | BAL-1009   |
| 1976年11月25日 | 俺たちの朝 オリジナル・サウンドトラック                            | テイチクレコード／ブラック・レコード | LP   | BBL-2005   |
| 1977年         | 俺たちの朝II オリジナル・サウンドトラック                          | テイチクレコード／ブラック・レコード | LP   | BBL-2008   |
| 1977年         | 俺たちの祭 オリジナル・サウンドトラック                            | テイチクレコード／ブラック・レコード | LP   | BBL-2011   |
| 1992年11月1日  | 俺たちの勲章 ミュージックファイル                                  | バップレコード                       | CD   | VPCD-80477 |
| 1995年9月21日  | 青春ドラマシリーズ・ソングブック 俺たちの旅                        | 日本コロムビア                       | CD   | COCA-12889 |
| 2002年5月22日  | 俺たちの旅 オリジナル・サウンドトラック コンプリート・エディション | テイチクエンタテインメント           | CD   | TECN-25786 |
| 2003年2月21日  | 俺たちの朝 オリジナル・サウンドトラック コンプリート・エディション | テイチクエンタテインメント           | CD   | TECN-25879 |
| 2004年1月21日  | 俺たちの祭 + 俺たちの勲章 オリジナル・サウンド・トラック           | テイチクエンタテインメント           | CD   | TECN-25956 |
| 2004年8月25日  | 俺たちの旅・青春の詩―俺たちシリーズ主題歌・挿入歌集―               | 日本コロムビア                       | CD   | COCP-32864 |
| 2013年9月25日  | 俺たちの勲章MUSIC FILE -Digest_Edition-                            | バップレコード                       | 配信 | -          |

### NHKみんなのうた
▲はラジオのみの再放送。
| 放送期間                                       | 曲目                       | 再放送                                                                              | 備考   |
| ---------------------------------------------- | -------------------------- | ----------------------------------------------------------------------------------- | ------ |
| 1977年（昭和52年）12月 - 1978年（昭和53年）1月 | ともだちはいいもんだ       | 1978年（昭和53年）10月 - 11月 2012年（平成24年）3月20日 2022年（令和4年）4月 - 5月▲ | [ 12 ] |
| 1979年（昭和54年）10月 - 11月                  | 地球の上で（On the Earth） | 2023年（令和5年）6月 - 7月▲                                                         |        |
| 1981年（昭和56年）4月 - 5月                    | 地球の仲間                 | 2011年（平成23年）4月 - 5月▲ 2016年（平成28年）8月 - 9月▲                           | [ 13 ] |